# Мурза Іван Пилипович
Іван Пилипович Мурза (1895 , Куликівка, Чернігівський повіт, Чернігівська губернія, Російська імперія  — 13 листопада 1955 , Київ, Українська РСР, СРСР ) — український радянський державний діяч, народний комісар землеробства Української РСР. Член ЦК КП(б)У (червень 1938 — травень 1940). Депутат Верховної Ради УРСР 1-го скликання (1938—1947).

## Біографія
Народився 1895 року в родині наймита в селі Куликівка, тепер смт. Куликівський район, Чернігівська область, Україна. Трудову діяльність розпочав у десятирічному віці пастухом, з дванадцяти років наймитував у заможних селян в Чернігівській та Таврійській губерніях.
З 1915 року служив у російській імператорській армії, учасник Першої світової війни. У 1917 році обирався членом ротного комітету солдатських депутатів.
У грудні 1917 року повернувся із армії до рідної Куликівки. У 1918 році перебував у підпільній організації, яка боролася проти влади гетьмана Скоропадського. Брав участь у червоному партизанському русі на Чернігівщині під час Громадянської війни в Росії. З кінця 1918 року — член Куликівського революційного комітету Чернігівської губернії.
З 1919 року — в Червоній армії. Служив червоноармійцем, командиром взводу, командиром ескадрону. Воював проти військ генерала Денікіна і на польському фронті. У 1920 році був поранений у боях під Луцьком.
Член РКП(б) з 1920 року.
У 1920—1921 роках — уповноважений із продовольчої роботи, продовольчий комісар у Халявинській та Горбовській волостях Чернігівської губернії.
У грудні 1921—1923 роках — завідувач Куликівського районного земельного відділу, член виконавчого комітету Куликівської районної ради Чернігівської губернії. У 1923—1924 роках — член Куликівського районного комітету КП(б)У. У 1924—1925 роках — голова Куликівського районного комітету незаможних селян Чернігівської губернії.
У 1925—1929 роках — член колегії Народного комісаріату охорони здоров'я Української РСР.
У 1933 році закінчив Харківський сільськогосподарський інститут.
У 1933—1938 роках — директор (керуючий) Харківського сорто-насіннєвого тресту радгоспів Народного комісаріату землеробства Української РСР.
З березня до квітня 1938 року — заступник народного комісара землеробства Української РСР.
У квітні 1938 — 3 січня 1940 року — народний комісар земельних справ (землеробства) Української РСР.
26 червня 1938 року обраний депутатом Верховної Ради УРСР 1-го скликання по Буринській виборчій окрузі № 162 Чернігівської області.
З 1940 року — керуючий Укрсадовинтресту Народного комісаріату землеробства УРСР.
Учасник німецько-радянської війни. Служив політичним комісаром батальйону, заступником командира із політичної частини 768-го окремого будівельного батальйону.
Після демобілізації продовжував працювати у апараті Міністерства сільського господарства УРСР. До 1954 року — керуючий «Укрсадвинтресту» Міністерства промисловості продовольчих товарів Української РСР.
До 13 листопада 1955 роках — керуючий тресту розплідницьких радгоспів Міністерства сільського господарства Української РСР.
Помер 13 листопада 1955 року, похований в Києві.

## Звання
- капітан

## Нагороди
- орден Леніна (7.02.1939)
- медаль «За перемогу над Німеччиною у Великій Вітчизняній війні 1941—1945 рр.» (24.11.1945)
- медалі